# 圣庇护十世堂
圣庇护十世堂（Chiesa di San Pio X alla Balduina）是一个罗马天主教领衔堂区，位于意大利罗马特里安法勒区（Trionfale）的巴尔杜纳广场（piazza della Balduina）。

## 历史

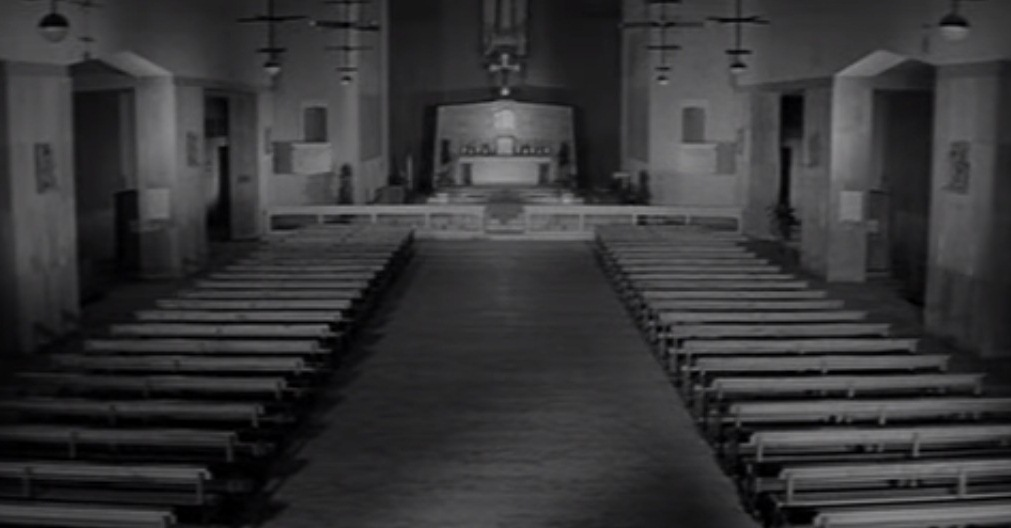
内部

该堂1956-1961年。1964年2月16日，教宗保禄六世访问该堂。1969年4月28日，又将其封为领衔堂区。1993年1月31日，教宗若望保禄二世访问该堂。

## 外观

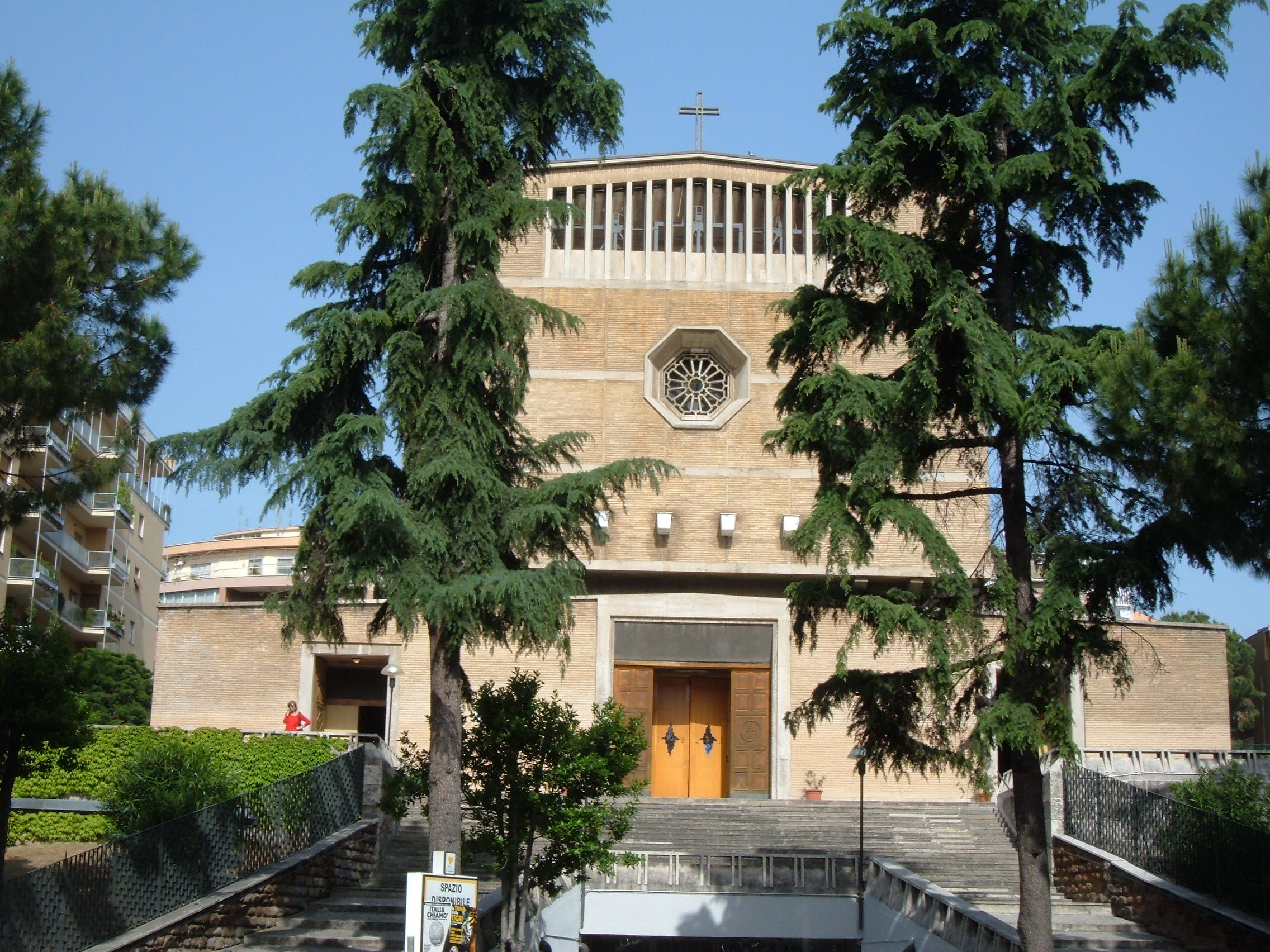
立面

## 内部

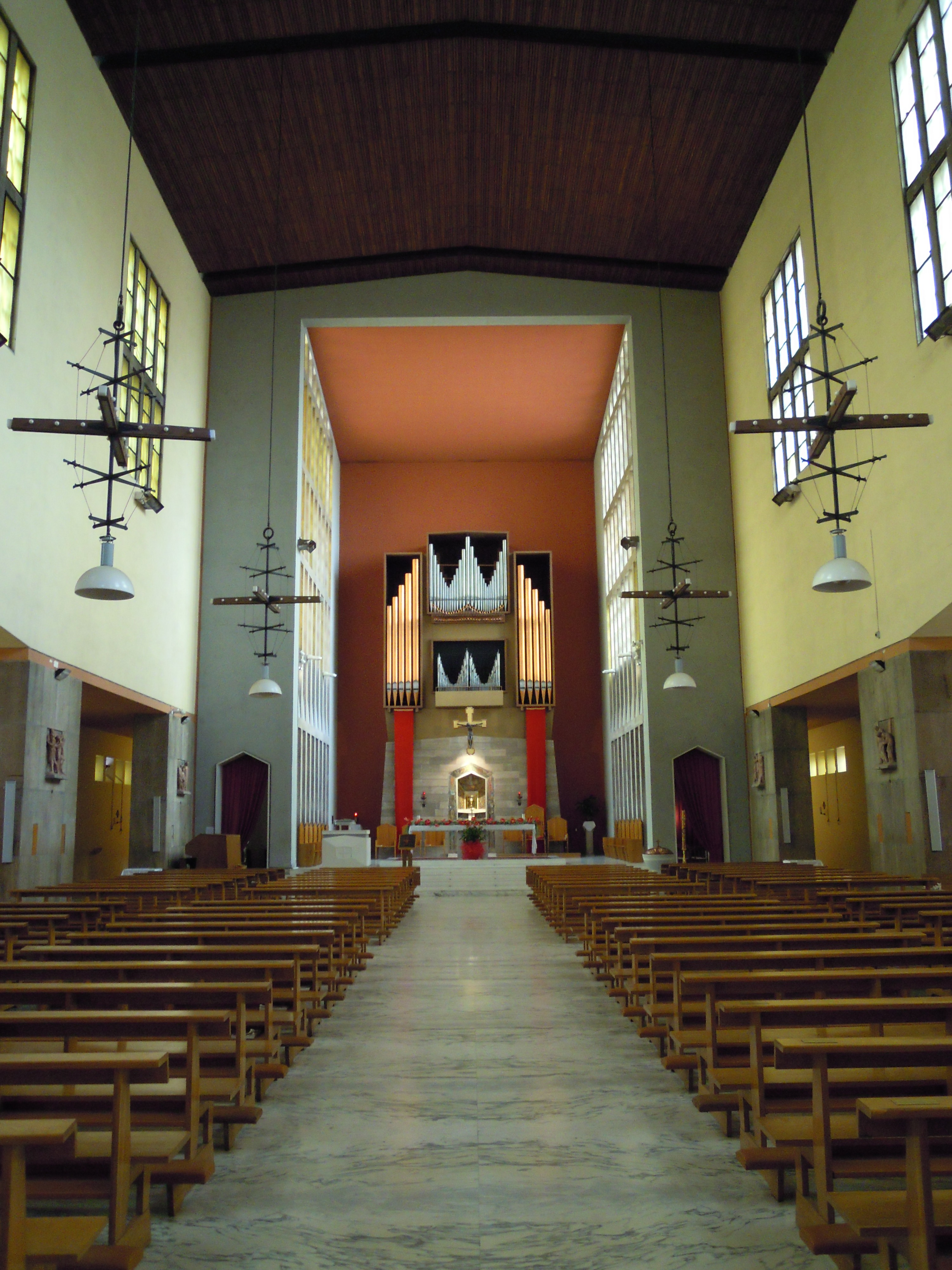

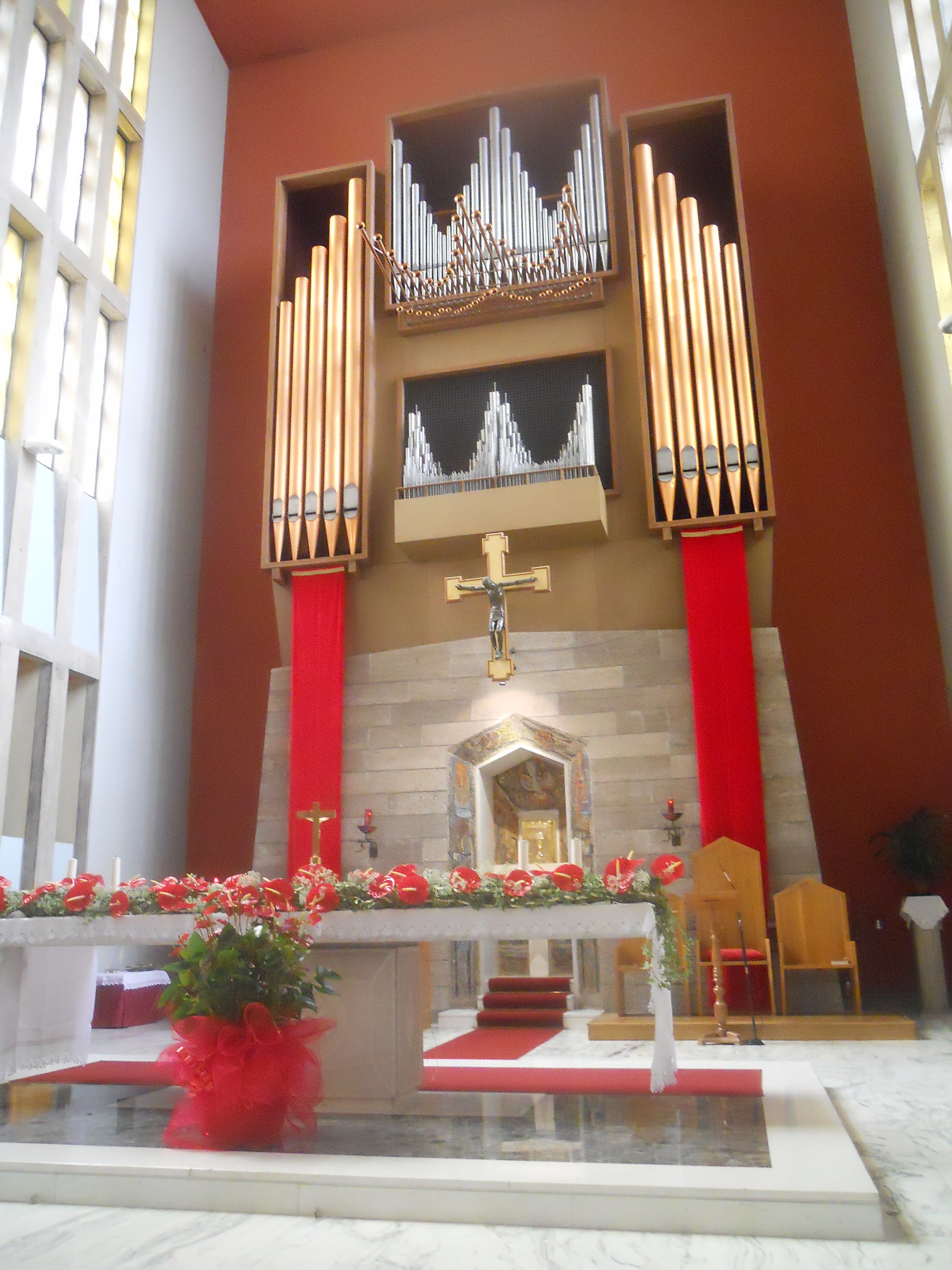

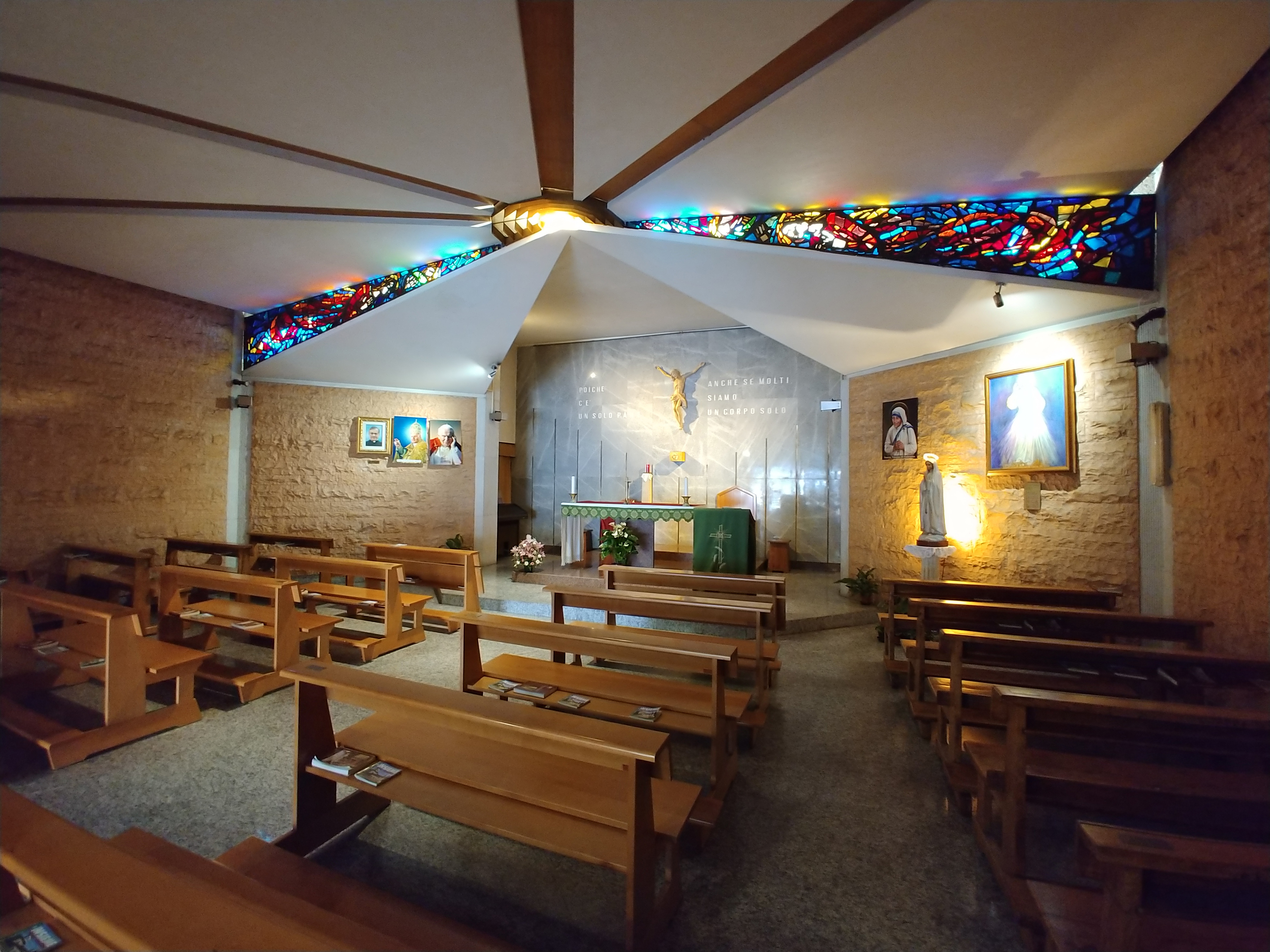
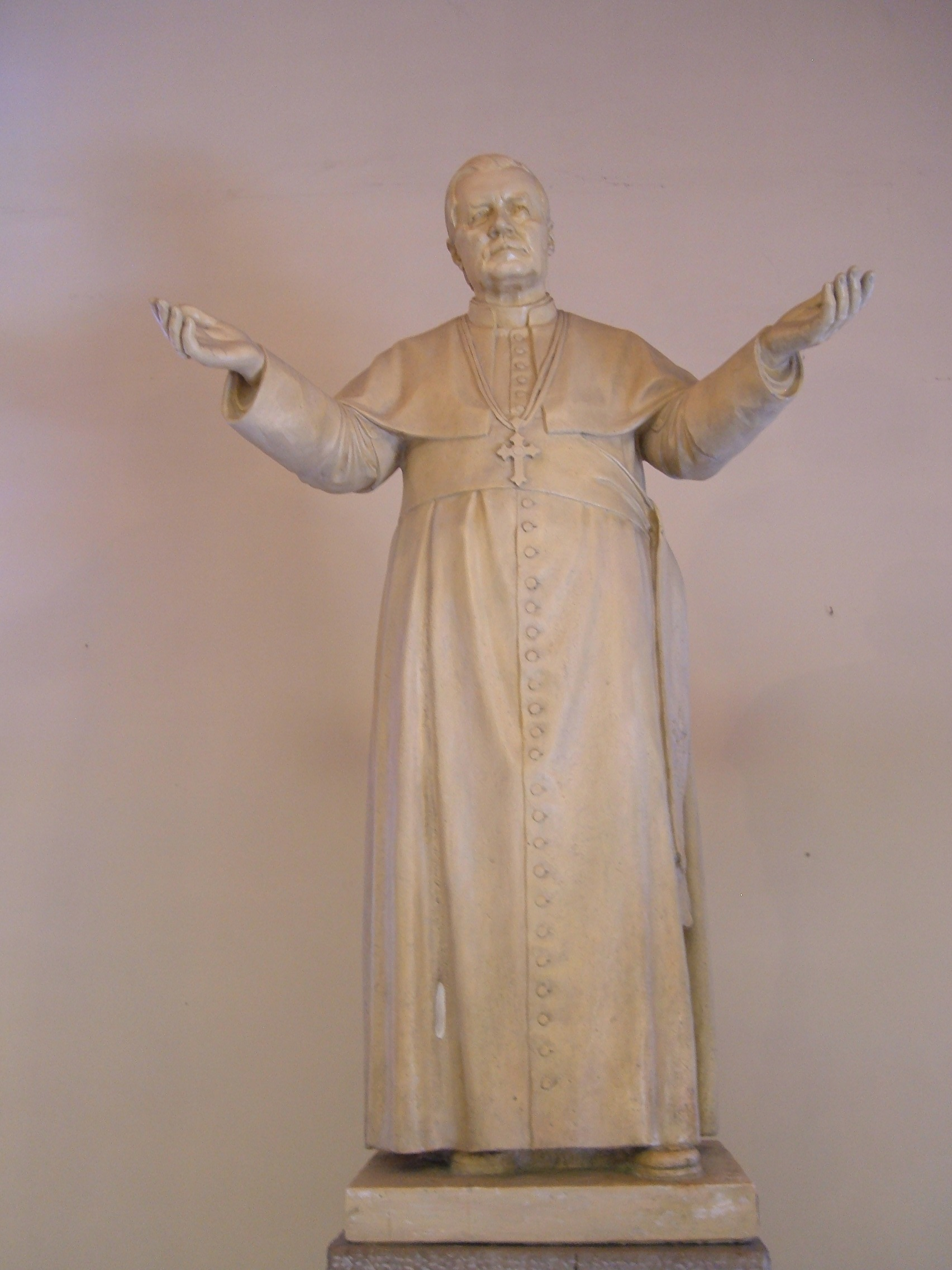
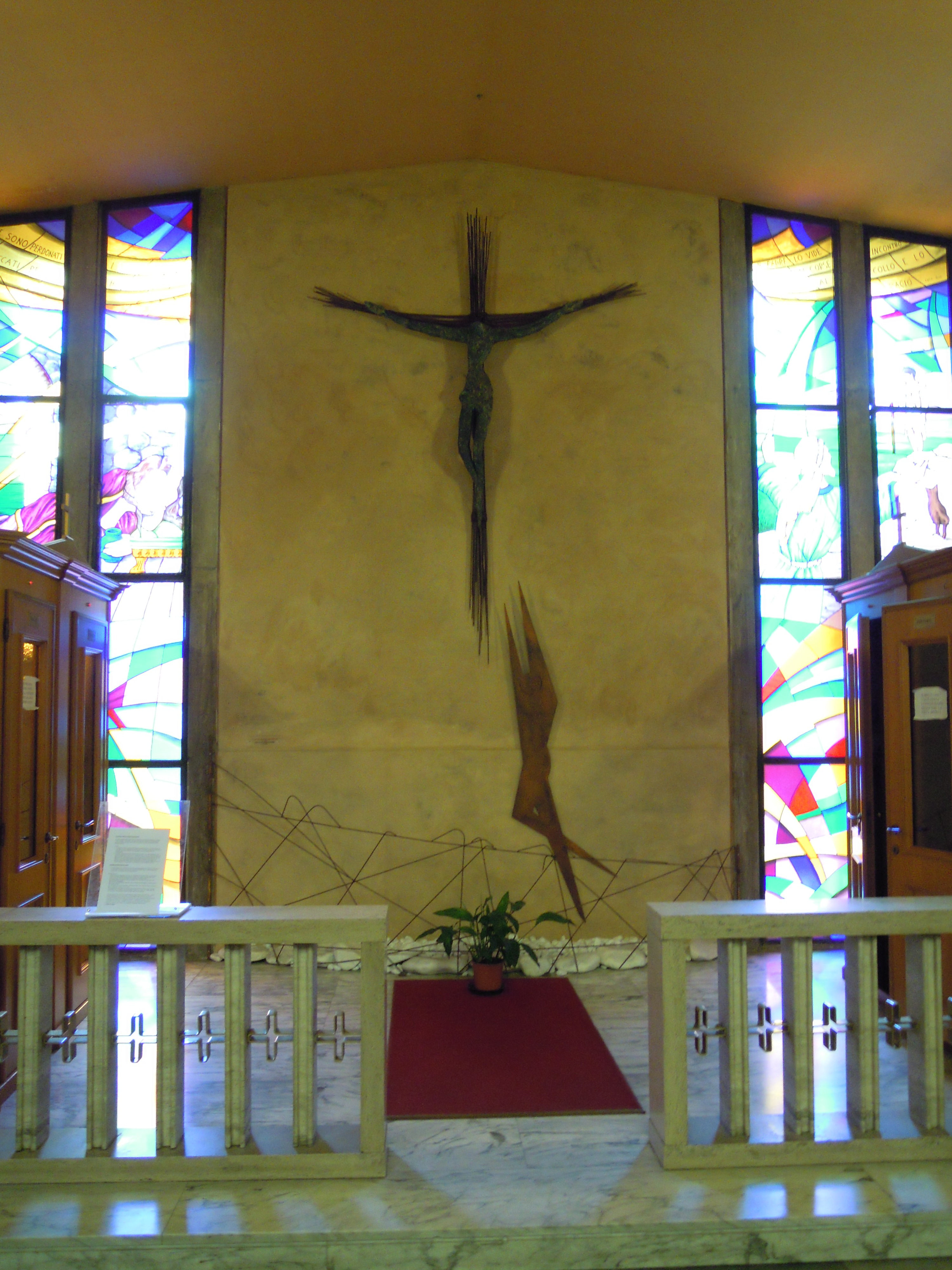
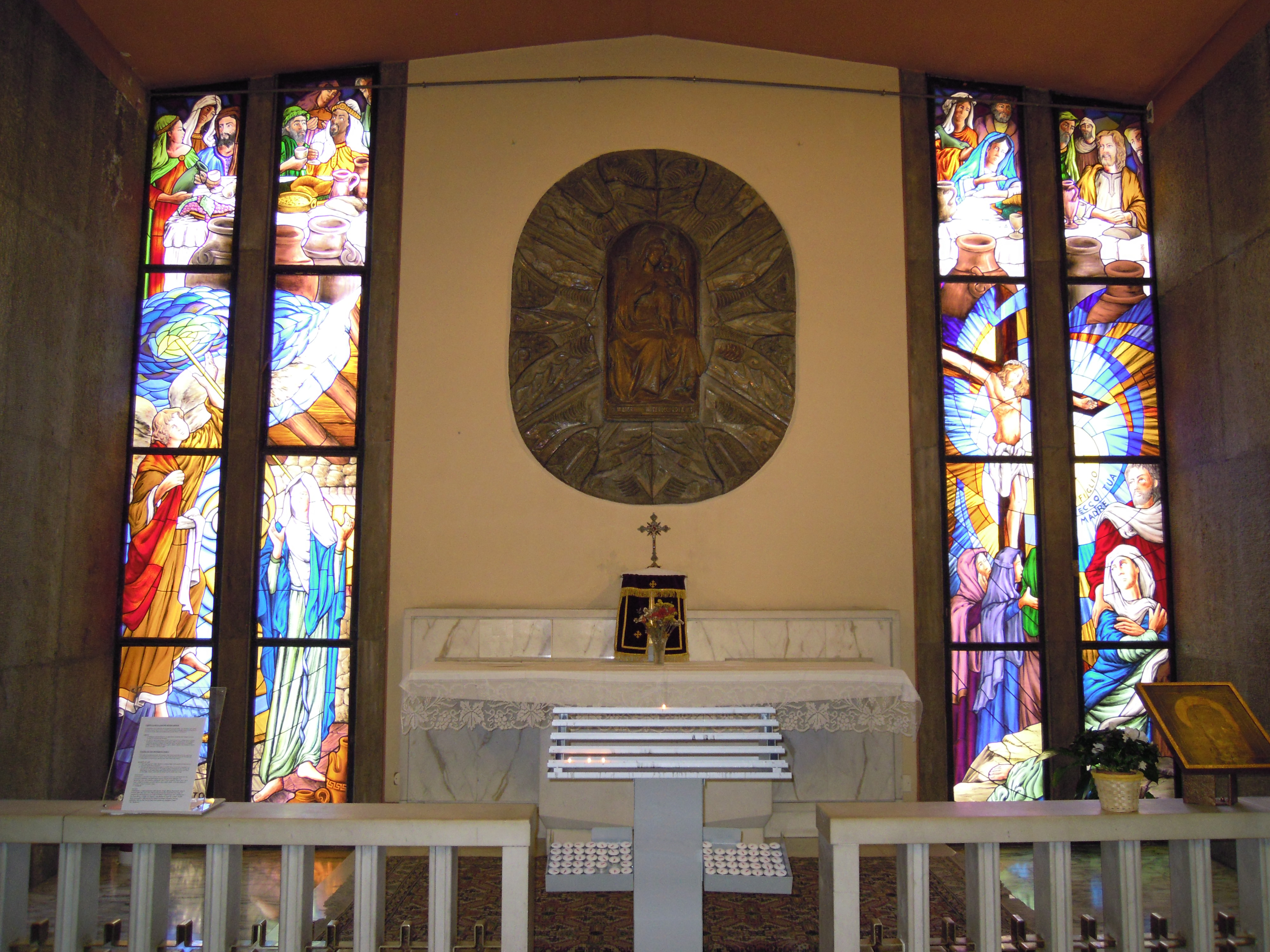
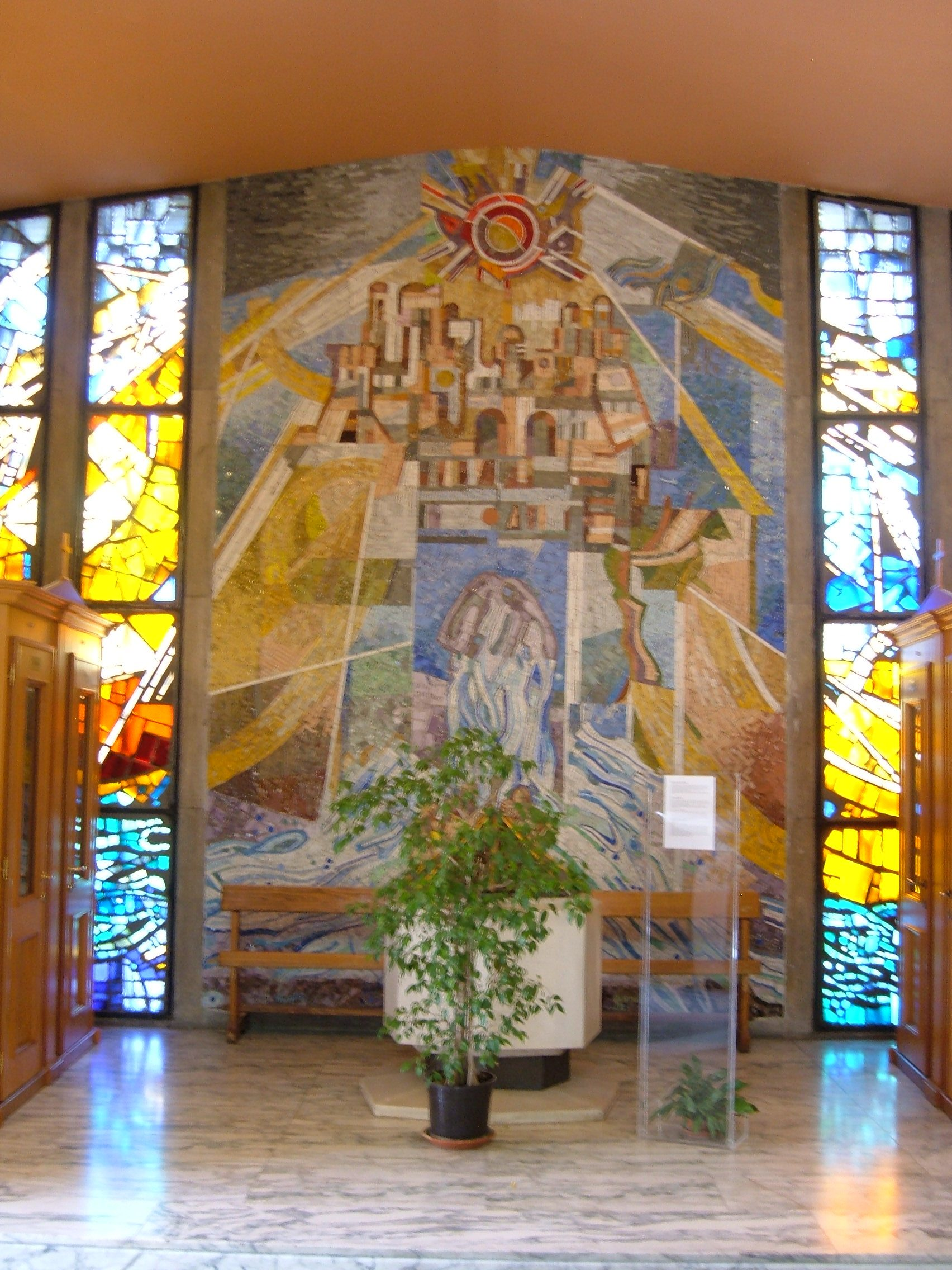
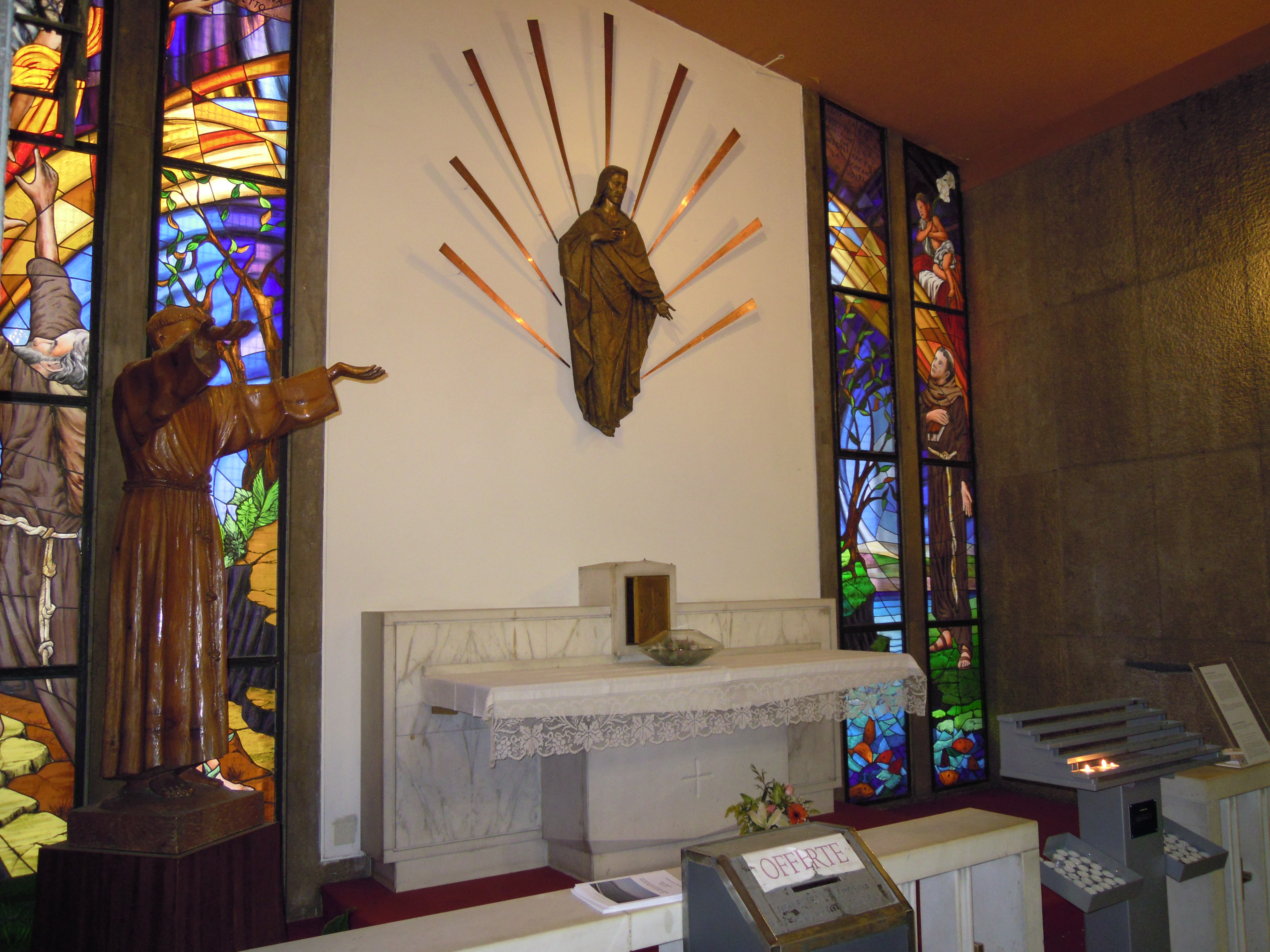